# Паутинник кроваво-красный
Паути́нник крова́во-кра́сный (лат. Cortinárius sanguíneus) — вид грибов, входящий в род паутинник (Cortinarius) семейства паутинниковые (Cortinariaceae).
Пластинчатый гриб с характерной ярко-красной окраской, встречающийся во влажных еловых лесах.

## Описание
Пластинчатый шляпконожечный гриб с паутинистым покрывалом. Шляпка взрослых грибов достигает 2—5 см в диаметре, у молодых грибов полушаровидная, затем раскрывается до плоско-выпкулой и почти плоской. Поверхность волокнисто-опушённая или чешуйчато-волокнистая, тёмно-красная или красная, в центре более тёмная. Пластинки гименофора приросшие зубцом к ножке, частые, у молодых грибов тёмно-красные, затем, при созревании спор, коричневато-кроваво-красные.
Кортина тёмно-красная, охристая или коричневая.
Мякоть тёмно-красная или красная, в основании ножки с оранжевым оттенком, с горьковатым вкусом, со слабым кедровым запахом, наиболее заметным от пластинок при подсыхании.
Ножка достигает 4—10 см в длину и 0,3—0,8 см в толщину, цилиндрическая или немного булавовидно расширяющаяся книзу, красная, немного светлее шляпки. Мицелий в основании ножки красновато-жёлтый.
Споровый отпечаток ржаво-коричневого цвета. Споры 7—8,5×4,5—5,2 мкм, миндалевидные до эллиптических, с неровной поверхностью. Базидии четырёхспоровые, 22,5—29,5×6—8 мкм.

### Сходные виды
- Cortinarius puniceus P.D.Orton, 1958 — встречается под лиственными деревьями, отличается более узкими спорами, фиолетово-красной окраской, наиболее чётко заметной в мякоти нижней части ножки, а также розово-охристым или бледно-сиреневым мицелием в основании ножки.
- Cortinarius vitiosus (M.M.Moser) Niskanen, Kytöv., Liimatainen & S.Laine, 2011 отличается мелкими плодовыми телами, часто зонально окрашенной красной или красно-коричневой шляпкой, более светлой мякотью, красноватым мицелием в основании ножки, а также более мелкими спорами.

## Значение
Вероятно, ядовит. Многие близкие виды содержат сильнодействующие токсины.

## Экология и ареал
Широко распространён по бореальной зоне Евразии и Северной Америки. Произрастает во влажных, часто заболоченных еловых лесах, как правило, богатых питательными элементами, а также на бедных участках, нередко среди сфагнума Гиргензона и черники.

## Синонимы
- Agaricus sanguineus Wulfen, 1781 : Fr., 1821basionym
- Cortinarius sanguineus var. aurantiovaginatus Fillion & Moënne-Locc., 1992
- Dermocybe sanguinea (Wulfen) Wünsche, 1877